# Türkiye Komünist Partisi
De Türkiye Komünist Partisi (TKP; Nederlands: Communistische Partij van Turkije) is een politieke partij in Turkije met communistische ideeën. Er zijn meerdere partijen geweest die deze naam droegen; de recentste incarnatie dateert van 2001.
De TKP behaalde in de gemeenteraadsverkiezingen in 2009 0,21% van de stemmen en in de landelijke verkiezingen in 2007 0,23% van de stemmen.
Op 31 maart 2019 In Tunceli (Koerdisch: Dersim) haalden ze wel 32,77% van de stemmen en daarmee won de Communistische Partij.

## Oprichting van TKP en verder (vanaf 2001)
In het 6e Buitengewone Congres van SİP dat op 11 november 2001 werd gehouden, is aangekondigd dat de Communistische Partij is gefuseerd met de Partij voor Socialistische Macht en de naam van de partij is gewijzigd naar Communistische Partij van Turkije ( Türkiye Komünist Partisi ) TKP. Met dit congres waren communisten van andere organisaties, waaronder de volgelingen van Metin Çulhaoğlu, toegetreden tot de gelederen. Het centraal comité werd gevormd met de volgende leden: Aydemir Güler, Kemal Okuyan, Süleyman Baba, Uğur İşlek, Erkin Özalp, Hüseyin Karabulut, Kurtuluş Kılçer, Oğuz Kavala, Hüsnü Atlıkan, Yalçın Cerit, Mesut Odman Dizargiz , Mehmet Kuzulugil, Yaşar Çelik, Nihal İmeryüz, Tunç Tatoğlu, Sedat Cengiz, Haluk İmeryüz, Arif Basa, Atilla Gökçek. Aydemir Güler werd gekozen als president en Kemal Okuyan als algemeen secretaris.
Tijdens deze periode waren enkele van de belangrijkste campagnes en prestaties van de partij:
- Verzameling tegen de Irakoorlog wanneer mogelijk tegen Turkse betrokkenheid werd gestemd op 1 maart 2003. De resolutie zou de weg hebben vrijgemaakt voor herplaatsing van Amerikaanse troepen op Turkse bodem en mogelijke betrokkenheid van Turkse troepen bij Iraakse operaties.
- Oprichting van Comités tegen invasie en de Peace Foundation.
- Campagne voeren tegen de NAVO-top van 2004 in Istanboel.
- Oprichting van  Vaderlands Front  (Yurtsever Cephe) tegen de groeiende invloed van het imperialisme.
- Het houden van een massale betoging tegen de AKP-regering in 2008 in Kadıköy, Istanbul.
- De partij nam deel aan de algemene verkiezingen van 2011 en ontving 64.006 stemmen (0,15%).
- De partij speelde een cruciale rol in de industriële actie van Tekel-werknemers in 2009-2010 en 2013 (zie Protesten in Turkije in 2013).

## Ontbinding en reformatie
Na een periode van een interne strijd bereikten twee rivaliserende facties van TKP op 15 juli 2014 een consensus om de activiteiten van de partij te bevriezen en dat geen van beide facties de naam en het embleem van TKP zal gebruiken. De factie onder leiding van Erkan Baş en Metin Çulhaoğlu nam de naam Communistische Volkspartij van Turkije aan en de factie onder leiding van Kemal Okuyan en Aydemir Güler richtten de Communistische Partij.
Op 22 januari 2017 werd een congres gehouden door de opening van zeven bekende figuren in de linkse politiek. Het congres werd omarmd door onafhankelijke communisten en ook door de Communistische Partij. Het congres kondigde aan dat de naam TKP niet onbewaakt zal blijven en verklaarde dat TKP terug is in het politieke toneel.

## Verkiezingen
| Verkiezingsjaar | Aantal stemmen | % van de stemmers | Aantal leden in het parlement |
| --------------- | -------------- | ----------------- | ----------------------------- |
| 2002            | 50,496         | 0,19%             | 0                             |
| 2007            | 80,092         | 0,22%             | 0                             |
| 2011            | 64,006         | 0,15%             | 0                             |